# Véronique Lawson
Pour les articles homonymes, voir Lawson.
Véronique Lawson, née le 22 février 1939 à Cotonou et morte le 30 octobre 2012, est une pédiatre et femme politique béninoise. 

## Biographie

### Études et profession
Née le 22 février 1939 à Cotonou, Véronique Lawson étudie  à la faculté de médecine de Dakar avant d'exercer le métier de  pédiatre à l'hôpital de Cotonou à compter de 1969,.

### Carrière politique
Véronique Lawson est ministre de la Santé publique du 13 mars 1990 au 29 juillet 1991 dans le gouvernement de Nicéphore Soglo. Sous la présidence de ce dernier, elle conserve ce ministère jusqu'au 9 avril 1996. Durant cette période, elle définit des zones sanitaires au Bénin et fait partie des créateurs du Programme élargi de vaccination (PEV) pour l'élimination des malades infantiles.
En 1991, elle est également ministre du Travail et des Affaires sociales ad interim pendant l'absence de Véronique Ahoyo. 
En 1990, elle crée l'Association des femmes béninoises pour le développement et en devient la première présidente.

### Décès
Véronique Lawson meurt le 30 octobre 2012 à l'âge de 73 ans.